# Храм Введения во храм Пресвятой Богородицы (Воронеж)
Храм Введения во храм Пресвятой владычицы нашей Богородицы и Приснодевы Марии — православный храм в Воронеже. Относится к Воронежской епархии.

## История
Первая Введенская церковь в Воронеже, построенная в 1700 году посадскими людьми из прихода Успенской церкви, как и большинство храмов той эпохи, была деревянной. Первоначально, церковь предполагалось освятить в честь Успения Божией Матери, но епископ Митрофан (первый епископ Воронежский) воспротивился появлению в городе одноимённых церквей, и новый храм нарекли Введенским. 10 мая 1748 года Воронеж очень сильно пострадал от пожара. Сгорели почти все постройки на берегу реки, но Введенская церковь осталась нетронутой.
К 1770 году церковь стала ветхой и уже не вмещала всех прихожан, в связи с чем было принято решение о строительстве нового, каменного здания. 10 ноября 1771 года, в строящейся на средства прихожан церкви, был освящен придел во имя святого Иоанна Воина. Сам же двухпрестольный храм был полностью завершен к июню 1780 года. Из святынь, находившихся в храме, особенно почитались прихожанами иконы Божией Матери «Всех скорбящих Радость» и мученика Иоанна Воина. В середине XIX века, в трапезной появился ещё один придельный алтарь, освященный в честь святителей Митрофана Воронежского и Тихона Задонского. При Введенской церкви с 1891 года существовала первая в епархии женская приходская школа. В этом храме был крещен известный русский писатель Иван Бунин. За всю свою историю церковь практически не перестраивалась и считалась одной из красивейших в городе. В опубликованном в «Воронежской старине» 1908 года издания историческом описании, священник Николай Никонов пишет:
…купол имел высоту 27 аршин. Главы церкви и колокольни были вызолочены и увенчаны позолоченными четырехконечными крестами. Окрестности оглашали звоном девять колоколов — от 162-пудового до 17-фунтового…
В 1920-х годах новой властью из храма были изъяты все ценности, а в середине 1930-х годов церковь и вовсе была закрыта. Первое время здание оставалось пустым, и лишь перед войной здесь расположилась государственная артель промкооперации. В 1943 году церковь использовали под жилье. После войны в здании храма было расположено городское ремонтно-строительное управление. Были установлены производственные цеха, склады, в колокольне хранился цемент, здание постепенно разрушалось. В середине 1970-х годов начались попытки восстановления церкви, без особых успехов растянувшиеся на десятилетие. В 1990 году храм был возвращен епархии. Восстановление было продолжено, пять лет длилась внутренняя отделка.
«Мы приобрели этот храм как дар Божий» — подчеркнул Мефодий при освящении церкви 4 декабря 1999 года.

## Современный статус
Объект культурного наследия федерального значения (Постановление Совета Министров РСФСР № 624 от 04.12.1974).
В начале 1994 года епархиальным управлением принято решение об организации при Введенском храме историко-церковного музея. В феврале 2002 года на колокольню были подняты колокола, отлитые на пожертвования прихожан обители.

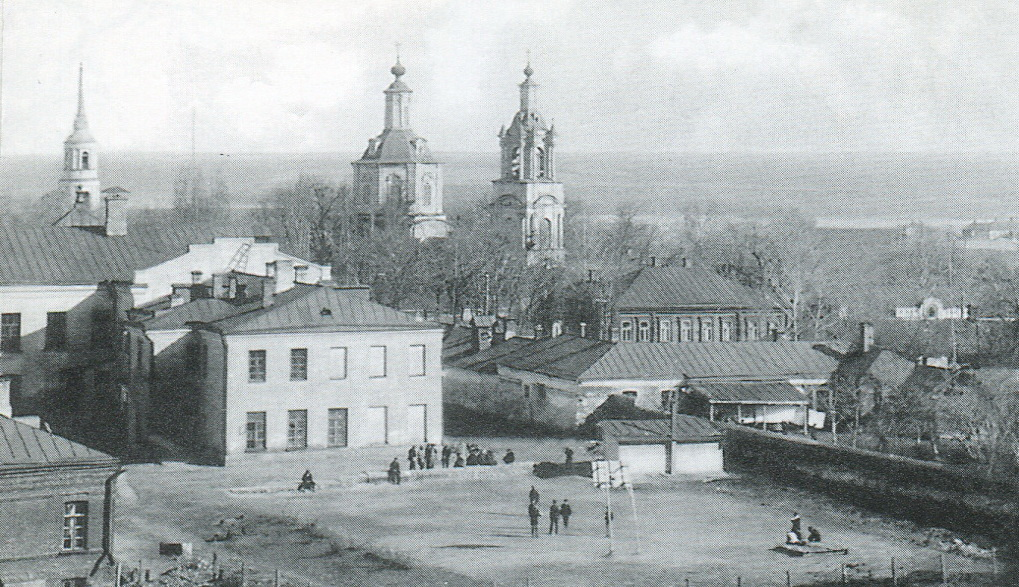
На фото 1930 года
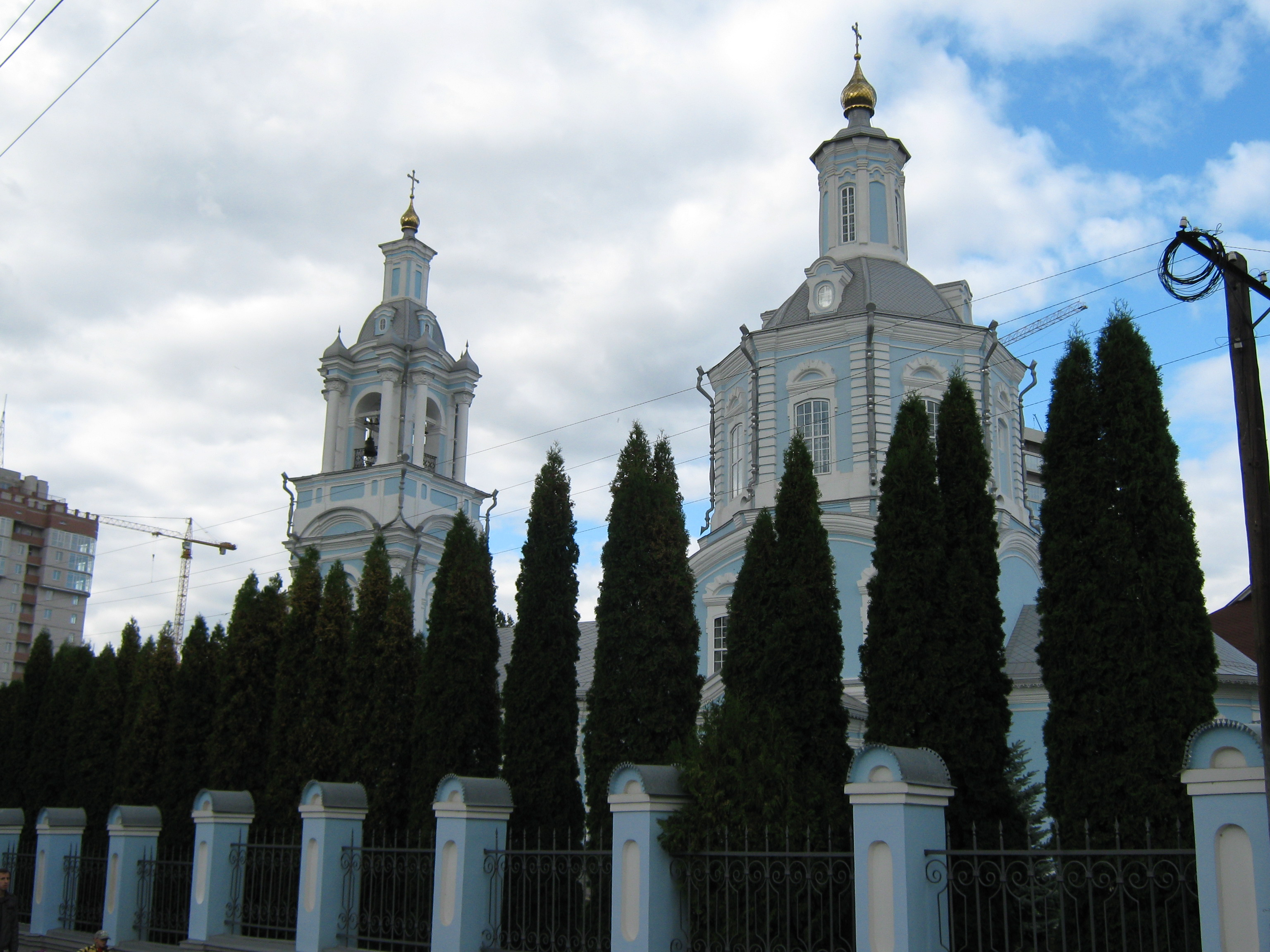
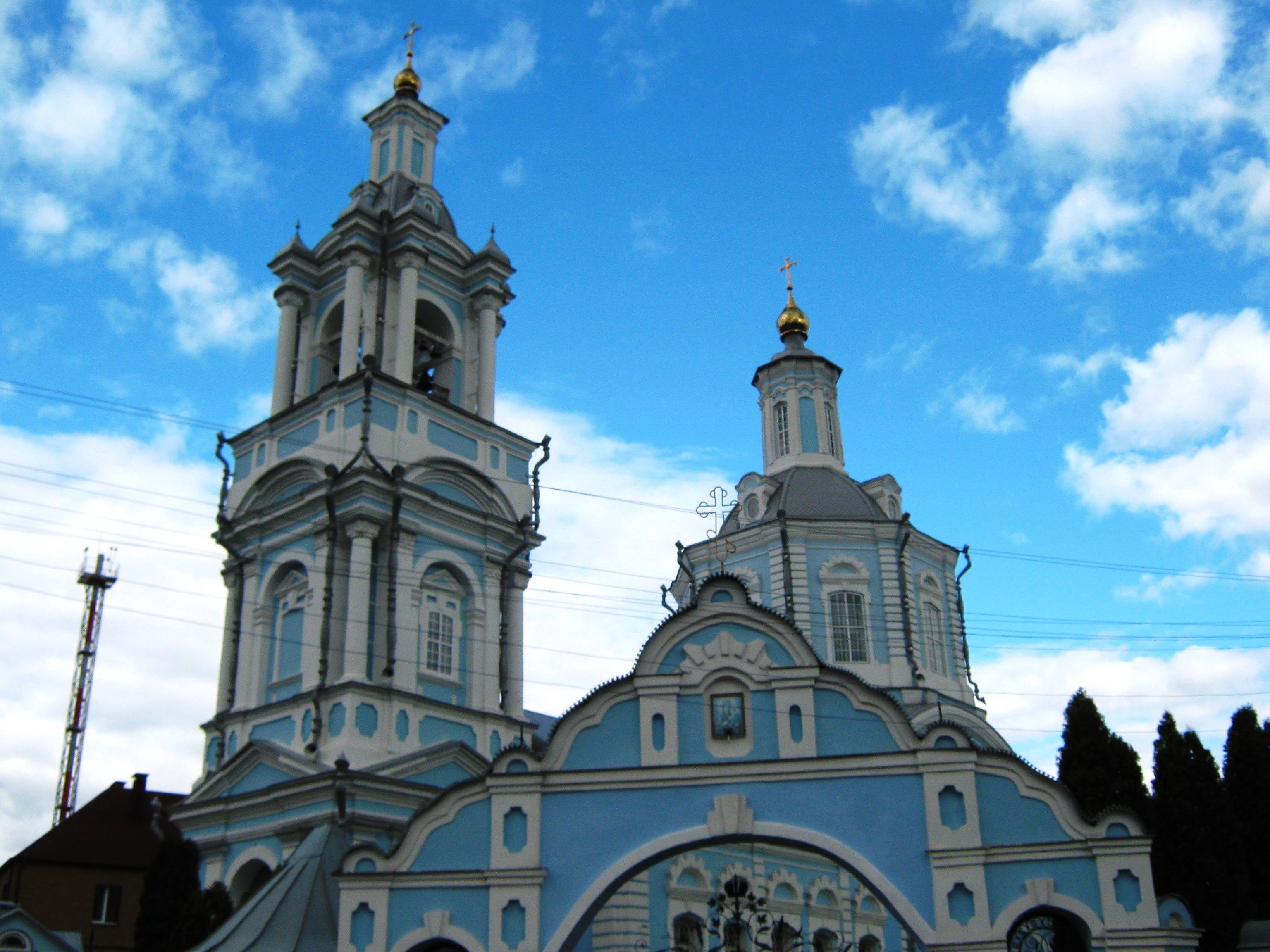